# Ichiki Kiyonao

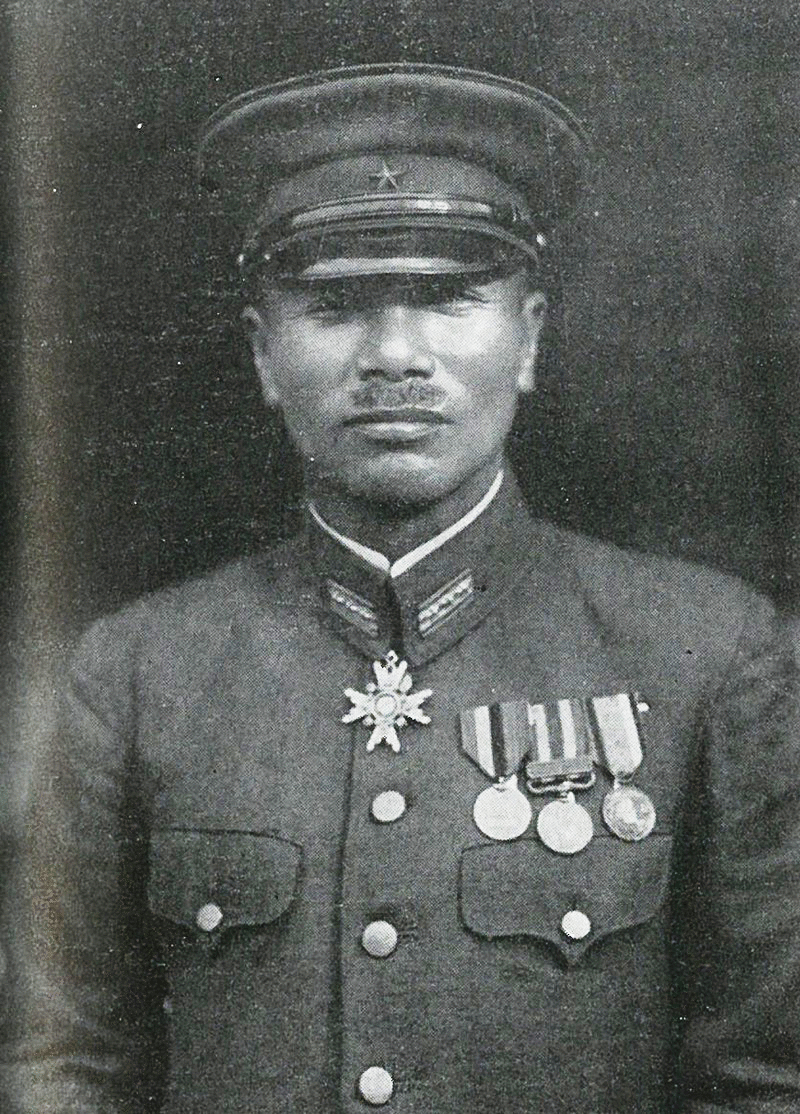
Ichiki Kiyonao

Ichiki Kiyonao (jap. 一木 清直; * 16. Oktober 1892 in der Präfektur Shizuoka, Japan; † 21. August 1942 auf Guadalcanal) war ein Oberst der Kaiserlich Japanischen Armee.

## Leben

### Frühes Leben
Ichiki schloss 1916 die Kaiserlich Japanische Heeresakademie ab und unterrichtete im Anschluss als Ausbilder an der Heeresinfanterieschule in der Präfektur Chiba.

### Zweiter Japanisch-Chinesischer Krieg
Nach seiner Beförderung zum Major im Jahr 1934 wurde Ichiki 1936 zur Garnisonsarmee China verlegt, wo er ein Bataillon des 1. Infanterieregiments befehligte. In der Nacht auf den 7. Juli 1937 führte die japanische Armee eine Übung durch, in der die Eroberung der Marco-Polo-Brücke in Shanghai simuliert werden sollte. Zu diesem Zweck wurde mehrmals in die Luft geschossen. Chinesische Soldaten, die einen wirklichen japanischen Angriff auf die Brücke fürchteten, schossen einige ungenaue Artilleriesalven in die Richtung, in der sie die Japaner vermuteten. Dies sorgte bei diesen für eine panikartige Flucht und allgemeines Chaos. In diesem versäumte es einer der Soldaten, sich am nächsten Morgen rechtzeitig bei seinem Vorgesetzten zu melden. Ichiki, zu dessen Bataillon der Soldat gehörte, ging davon aus, er sei von den Chinesen gefangen genommen worden und befahl zu seiner Befreiung eine augenblickliche Attacke auf Wanping. Dies war der Beginn vom so genannten Zwischenfall an der Marco-Polo-Brücke, welcher den Zweiten Japanisch-Chinesischen Krieg auslöste.
Kurz darauf wurde Ichiki nach Japan zurückbeordert, wo er von 1938 bis 1940 als Ausbilder an verschiedenen Schulen für Spezialausrüstung fungierte.

### Pazifikkrieg
Zu Beginn des Pazifikkriegs wurde Ichiki zum Oberst befördert und erhielt den Befehl über das 28. Infanterieregiment der 7. Division, bestehend aus etwa 3.000 Soldaten. Diese Truppe war dafür vorgesehen, in der Schlacht um Midway die Insel zu erobern und zu sichern. Die Niederlage der Kaiserlich Japanischen Marine in der Schlacht führte jedoch zum Abbruch der Operation.
Im August 1942 wurde Ichiki mit seinem Regiment daraufhin der 17. Armee unterstellt, welche ihr Hauptquartier auf Truk hatte. Nach der Landung alliierter Kräfte auf Guadalcanal, einer Insel der Salomonen, wurde Ichiki mit zwei Bataillonen seines Regiments, insgesamt 916 Mann, ebenfalls auf die Insel gesandt, um in die Schlacht um Guadalcanal einzugreifen, den strategisch wichtigen Flugplatz Henderson Field zurückzuerobern und die Amerikaner ins Meer zu treiben.
Am 19. August landeten sechs japanische Zerstörer Ichiki und seine Soldaten am Taivu Point auf Guadalcanal an. Er hatte strikten Befehl, einen Brückenkopf aufzubauen und auf Verstärkungen zu warten. Da er jedoch auf keinen nennenswerten Widerstand traf und die Stärke der alliierten Truppen daher stark unterschätzte, beschloss er, 125 Mann als Sicherung zurückzulassen und mit den restlichen einen nächtlichen Frontalangriff gegen den vermeintlich ahnungslosen Gegner durchzuführen, der in Wirklichkeit über 11.000 Mann auf der Insel stationiert hatte. Dieser hatte seine Landung jedoch sehr wohl zur Kenntnis genommen und erwartete ihn in stark befestigten Stellungen. In der folgenden Schlacht am Tenaru am 21. August wurde Ichikis Truppe zurückgeschlagen und beinahe vollständig aufgerieben. Ichiki selbst fand in der Schlacht den Tod.
Es gibt zwei Versionen darüber, wie Ichiki zu Tode kam. Die erste geht davon aus, dass er im Kampf getötet wurde, die zweite, dass er aufgrund der Schande seiner Fehleinschätzung und Niederlage rituellen Selbstmord begangen habe. Trotz der Niederlage wurde er dennoch posthum zum Generalmajor befördert.